# コスギラン
 コスギラン（Huperzia selago L.）はヒカゲノカズラ科のシダ植物。小型で固く鱗片葉が多数生えている。周北極要素の植物で日本では亜高山帯〜高山帯に自生する。

## 特徴
常緑性の多年生草本 で、高さ5〜20cmほどで茎は均等な長さで数回二叉分枝する。枝の先端部には無性芽をつけ、地上に落ちて新しい個体を作る。6〜8月ごろに茎の各所に黄色で袋状の胞子嚢を付ける。
由来はスギランに似るがより小型であることから。

## 分布
日本では石川県以東の本州、北海道、南千島の高山地帯に自生する他、屋久島に隔所分布する。日本国外ではロシア、中央アジア、朝鮮、中国、台湾、南アジア、東南アジア、北米、ヨーロッパに自生する。アジアのものは葉の形態に差があり亜種として区別する考えがある。周北極要素の植物である。

## 近縁種
- ヒメスギラン -コスギランとよく似るが葉が広く色は薄くなる。

- トウゲシバ - 日本全国の山地でごく普通。葉の幅が広く鋸葉がある。

## 保護の状況
環境省のレッドデータブックには記載されていないが、一部の都道府県のレッドデータブックで絶滅危惧種に指定されている。
- 絶滅危惧種Ⅰ類 - 秋田県、東京都、山梨県、

- 絶滅危惧種Ⅱ類 - 鹿児島県

- 準絶滅危惧種 - 北海道、福島県、石川県